# Уильямс, Рейнелл
Ре́йнелл Уи́льямс (англ. Raynell Williams; род. 4 февраля 1989, Кливленд) — американский боксёр, представитель лёгкой и полулёгкой весовых категорий. Выступал за сборную США по боксу в конце 2000-х — начале 2010-х годов, чемпион национального первенства, участник летних Олимпийских игр в Пекине. С 2013 года боксирует на профессиональном уровне.

## Биография
Рейнелл Уильямс родился 4 февраля 1989 года в Кливленде, штат Огайо. Занимался боксом в местном зале S.A.B.A. под руководством тренеров Клинта Мартина и Дониелле Белл.

### Любительская карьера
Впервые заявил о себе в 2004 году, выиграв юниорскую международную Олимпиаду в Браунсвилле.
В 2007 году стал чемпионом США по боксу в полулёгкой весовой категории, в частности в финале победил пуэрториканца Рико Рамоса, будущего чемпиона мира среди профессионалов. Также стал серебряным призёром национального турнира «Золотые перчатки» и вскоре вошёл в основной состав американской национальной сборной. Выступил на домашнем чемпионате мира в Чикаго, где на стадии четвертьфиналов был остановлен россиянином Альбертом Селимовым, который в итоге и стал победителем этого турнира.
Благодаря череде удачных выступлений Уильямс удостоился права защищать честь страны на летних Олимпийских играх 2008 года в Пекине. На предварительном этапе полулёгкого веса благополучно прошёл итальянца Алессо ди Савино, однако в 1/8 финала в близком поединке со счётом 7:9 потерпел поражение от представителя Франции Кедафи Джелькира и выбыл из борьбы за медали.
После пекинской Олимпиады Рейнелл Уильямс решил остаться в любительском боксе ещё на один олимпийский цикл и продолжил выступать на различных соревнованиях в составе американской сборной. Также в сезонах 2010/11 и 2011/12 принимал участие в матчевых встречах полупрофессиональной лиги WSB, где представлял команды «Мемфис Форс» и «Лос-Анджелес Матадорс» соответственно. В составе «Матадоров» в числе прочего встречался с московским «Динамо» и уступил по очкам российскому боксёру Адлану Абдурашидову.
Уильямс имел хорошие шансы на попадание в состав участников Олимпийских игр 2012 года в Лондоне в зачёте лёгкого веса, тем не менее, в финале отборочного турнира со счётом 16:21 проиграл Хосе Рамиресу, и тот поехал на Игры вместо него.

### Профессиональная карьера
Летом 2013 года Уильямс подписал контракт с известным американским менеджером Элом Хеймоном и успешно дебютировал на профессиональном уровне. В течение четырёх последующих лет он одержал в общей сложности 12 побед, в том числе шесть его поединков завершились досрочно. Первое в профессиональной карьере поражение потерпел в декабре 2017 года, техническим нокаутом во втором раунде от соотечественника Джошуа Зунига.